# Актиноміцин
Актиноміцин D — антибіотик, який продукується бактерією Streptomyces antibioticus й використовується як цитостатичний препарат у терапії декотрих онкологічних захворювань. Актиноміцин D є першим антибіотиком, у якого була виявлена протипухлинна активність.
Токсичність актиноміцину є перешкодою для лікування інфекційних хворіб.
Актиноміцини — антибіотики, які блокують матричну ДНК.

## Синтез та властивості
Актиноміцин синтезується за окисної конденсації 4-метил-3-оксі-4-метилбензойної кислоти, а сама 4-метил-3-оксі-4-метилбензойна кислота є продуктом метаболізму у мікроорганізмі-продуценті і є лабільною сполукою (ортоамінофенол), що робить можливим перебігання реакції окисної конденсації як ферментативним, та й неферментативним шляхами.
Виділення з продуктів гідролізу актиноміцину дезаміноактиноциніл-біс-L-треоніну й синтез цієї сполуки показали, що зв'язок хромофору із пептидною астиною молекули здійснюється за участі карбоксильних груп при атомах С-4 й С-5 актиноцину.
Триптофан є попередником у біосинтезі актиноміцину, оскільки радіоактивність {\displaystyle [\mathrm {{}^{14}C} ]}-триптофану включається до хромофору актиноміцину, гомологи триптофану інгібують синтез актиноміцину, а декотрі продукти триптофанового циклу й 4-метил-3-оксі-4-метилбензойна кислота стимулюють його.

Інтеркаляція актиноміцину D у ДНК.

Вільна 4-метил-3-оксі-4-метилбензойна кислота знаходиться у міцелії Streptomyces antibioticus у слідових кількостях. Вона бере початок від бензольного циклу триптофану, її метильна група — від S-метильної групи метионіну. Можливим попередником 4-метил-3-оксі-4-метилбензойної кислоти є 4-метил-3-оксі-кінуреїн, оскільки у міцелії стрептоміцетує фермент, який каталізує 4-метил-3-оксі-4-метилбензойну кислоту у 4-метил-3-оксі-кінуреїн.
Біосинтез відбувається у другій стадії розвитку мікроорганізмів, але можливі й паралельні ріст та синтез антибіотику.